# ScienceWorld
ScienceWorld, também conhecido como Eric Weisstein's World of Science, é um website aberto ao público geral em janeiro de 2002. Em novembro de 2007, ScienceWorld incluia mais de 4.000 verbetes nos campos das ciências, incluindo astronomia, química, bem como biografias de muitos cientistas. Ele é administrado por Eric Weisstein da Wolfram Research, Inc., que é o enciclopedista chefe do projeto. 
Weisstein é também o editor de MathWorld, uma dos mais bem conhecidas fontes de informação sobre matemática na Web. 
Embora a ScienceWorld não seja um projeto de código aberto, há vários contribuições de voluntários especialistas.